# Gotlands runinskrifter 100
Runinskrift G 100 är en runristad, medeltida gravhäll som ligger i korgolvet och till höger om altaret i Lye kyrka, Lye socken på Gotland. Flera gravhällar från medeltiden ligger här i golvet och kyrkan har sammanlagt ett fyrtiotal olika runristningar, bland annat en skeppsristning på tornkammarens norra vägg som visar hur fartygen såg ut under den tid då först Erik av Pommern och därefter Karl Knutsson härskade på ön.

## Gravhällen

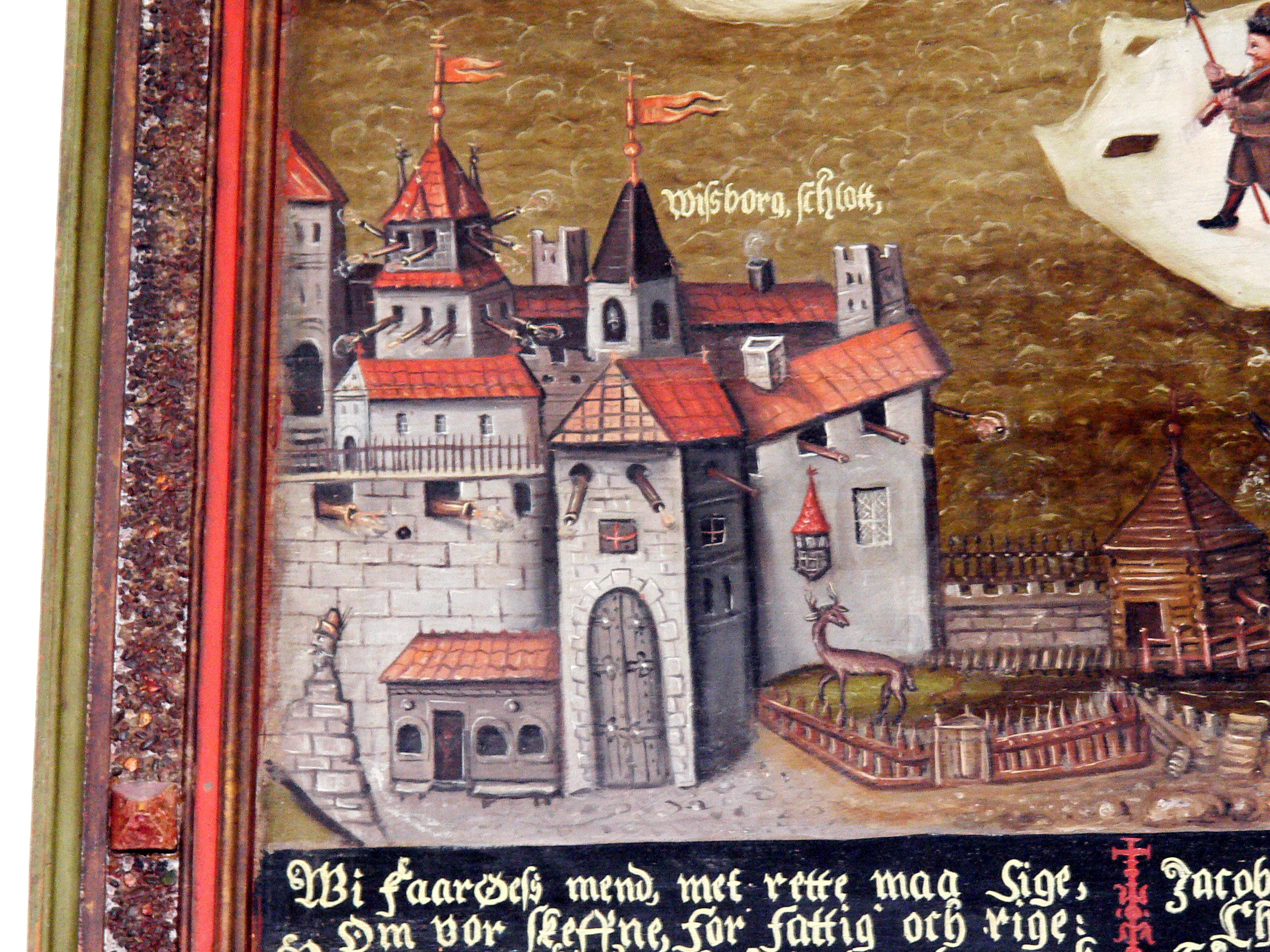
De skarpladdade kanonerna på Visborgs slott avfyrar här sina många "bössostenar". En av dessa träffade Jakob i Mannagården.

Gravhällen som är en stavkorshäll kan dateras till året 1449 har en mycket intressant inskrift. Texten berättar om en man som blivit dödad av en "bössosten", vilket betyder att han blev skjuten av en kanonkula i samband med en kunglig belägring av Visborgs slott. Eftersom Erik av Pommern (1382-1459), nämnda årtal befann sig på Visborgs slott, så är det sannolikt han som åsyftas i texten. Erik av Pommern lät bygga Visborgs slott 1411 i Visbys södra utkant och det var dit han drog sig tillbaka 1438, året innan han blev avsatt som kung över Sverige, Norge och Danmark. Han förstärkte slottet för att klara en långvarig belägring och idkade sedan under 1440-talet sjöröveri på Östersjön. Skeppen som plundrades var både danska och svenska, inte ens de allra mäktigaste hansaskeppen undgick hans terror. 
Inskriften med över 200 runor samt ett stort antal binderunor börjar överst i hällens högra hörn vid ett litet Sankt Georgskors och löper sedan ett helt varv runt hela den rektangulära hällens yta, innan den avslutas med ett par rader på runramens insida. Mitt på hällen är ett ornerat stavkors stående på ett trappfundament. Stavkorset bär upp ett ringkors med liljebladslika dekorationer ytterst på korsarmarna. I korsets mitt bildar flätningen ett litet hakkors, likaså på armarnas fyra yttre brytpunkter i ringen. Hällens material är grå kalksten. Nedan följer en översättning av inskriften som har en egen datering från ett tidsskede då ännu inga siffror fanns.

## Inskriften
Translitterering av runraden:
÷ þinna · sten : þa · lit · husfru · ru͡þvi · giera · yfir sin · bo͡nda · ia͡ko͡p · i · ma͡na͡ga͡rd͡um · sum · skutin · ua͡rþ · ihel · miþ · en : pyrsu·stin · a͡f · uis·bo͡rh · þa · en · ku͡nuu͡ng · erik · ua͡r · bi·sta͡lla͡þ · pa · þi · fo͡r·nemda · slot · en · þa ·· ua͡r · liþit · a͡f · guz · by͡r(þ) · fiu͡rta͡n · hu͡nd͡ra͡þ : a͡r · o͡k · ainu : a͡ri · minna · þen : fem(t)igi : a͡r · biþium · þet : et · guþ : na͡þi · ha͡nz · sia͡l · o͡k · a͡llum · krisnum · sia͡lum : amen
Normalisering till äldre fornsvenska:
Þenna stæin þa let husfrøyia Hroðvi gæra yfiR sinn bonda Iakob i Managarðum, sum skutin varð ihel með æin byrsustæin af Visborg, þa en konungR ÆirikR vaR bestallað pa þy fornæmnda slot. En þa vaR liðit af Guðs byrð fiurtan hundrað ar ok æinu ari minna þæn femtigi ar. Biðium þet at Guð naði hans sial ok allum kristnum sialum. Amen.
Översättning till nusvenska:
Denna sten lät husfru Rudvi göra efter sin man, Jakob i Mannagården, som blev ihjälskjuten med en bössosten från Visborg, då konung Erik var belägrad på nämnda slott. Och då han lidit från Guds födelse fjorton hundra år mindre än femtio år. Vi bedja, att Gud vare nådig mot hans själ och alla kristna själar. Amen.